# 김진 (1960년)
김진(金辰, 본명: 김묘성, 1960년 4월 6일 ~ )은 대한민국의 만화가이다. 1983년 단편 《바다로 간 새》로 데뷔하였다. 《바람의 나라》의 작가로 유명하다.

## 작품 목록

### 만화(연재)
- 《노랑나비같이》(1986, 소년중앙)
- 《가브리엘의 숲》(1986, 소녀시대)
- 《캘리 GO!!GO!!》(1987, 소년중앙)
- 《짝꿍》(1987, 만화왕국)
- 《푸른 포에닉스》(1988, 만화왕국)
- 《신들의 황혼》(1990, 스포츠조선)
- 《꿈속의 기사》(1990, 나나)
- 《표독이의 가출일기》(1990, 보물섬)
- 《해신제》(1990, 하이센스)
- 《불의 강》(1990, 르네상스)
- 《작은 친구들》(1991, 르네상스)
- 《SOS,I LOVE YOU》(1991, 르네상스)
- 《밀라노 11월》(1991, 미르)
- 《인형전사》(1991, 르네상스)
- 《HEY!!TUESDAY!!》(1992, 요요)
- 《작은공룡 미로》(1992, 나나)
- 《러브메이커》(1992, 르네상스)
- 《바람의 나라》(1992, 댕기)
- 《은빛 아프락사스》(1992, ToYou)
- 《어떤 새들은 겨울이 오기전에 남쪽으로 날아간다》(1993, COLOR)
- 《황혼에 지다》(1993, 르네상스)
- 《HERE》(1995, TOUCH)
- 《숲의 이름》(1995, white)
- 《3+1=?》(1995, 밍크)
- 《조그맣고 조그맣고 조그마한 사랑이야기》(1995, 밍크)
- 《FRESH》(1997, WHITE)
- 《파누엘-7》(1999, 모션) : 푸른 포에닉스 외전
- 《푸른 포에닉스》(1999, XEN)
- 《창세기전》(1999, V CHAMP)
- 《레테》(2003, we6) : 푸른 포에닉스 외전
- 《조우》(2004, 허브)

### 만화(단행본)
- 《우리들의 데이빗》(1985, 도서출판 프린스)
- 《별의 초상》(1985, 도서출판 프린스)
- 《레모네이드처럼》(1986, 도서출판 프린스)
- 《1815》(1987, 도서출판 프린스)
- 《모카커피 마시기》(1988, 도서출판 프린스)
- 《달의 신전》(1992, 도서출판 서화)

### 만화(단편)
- 《바다로 간 새》(1983, 여고시대)
- 《16시 36분》(1988, 르네상스)
- 《별빛나기》(1988, 르네상스)
- 《시벨》(1989, 르네상스)
- 《바람과 노래하기》(1989, 보물섬)
- 《나비야 나비야》(1989, 만화선데이)
- 《가을에 하는 안녕》(1991, 만화왕국)
- 《앙헬리또스-작은 천사들》(1990, 르네상스)
- 《에레보스 연가》(1991)
- 《그해 여름》(1991, 요요)
- 《전설》(1991, 요요)
- 《샹그리라》(1991, 댕기)
- 《바람 숲의 헤리에타》(1991, 르네상스)
- 《MY NAME IS TERRA》(1993, 실루엣)
- 《별이 총총한 밤》(1994, 미니)
- 《황무지》(1995, MINE)
- 《만성제 전야》(1995, 윙크)
- 《MISSING》(1995, 윙크)
- 《THE POINT OF NO RETURN》(1998, NINE)
- 《종말》(1999, CENACLE)
- 《그 섬》(2004, 오후)

### 스토리
- 《바람빛깔의 노래》(1986, 백조문고, 전혜경 그림)
- 《천년의 바다》(1986, 차성진 그림)

### 각본, 원안
- 《바람의 나라》(1996, NEXON) : 설정제공
- 《뮤지컬 바람의 나라》(2001, 서울예술단)
- 바람의 나라 카드게임(2003,TNT) : 트레이딩카드 일러스트, 설정제공
- 《뮤지컬 바람의 나라》- 무휼 (2006, 서울예술단)

### 캐릭터 디자인
- 한글 2.5 캐릭터 디자인(1994, 한글과 컴퓨터)
- 《창세기전》캐릭터 디자인(1995, 소프트맥스)
- 비스코 캐러메일 캐릭터 디자인(2000)
- 《바람의 나라》 SD 캐릭터 디자인 (2002, NEXON)

### 소설
- 《바람의 나라-아버지의 나라》(2004, 제이북)

### 시집
- 《별의 초상》(1991)